# المصيدة (بنزرت)

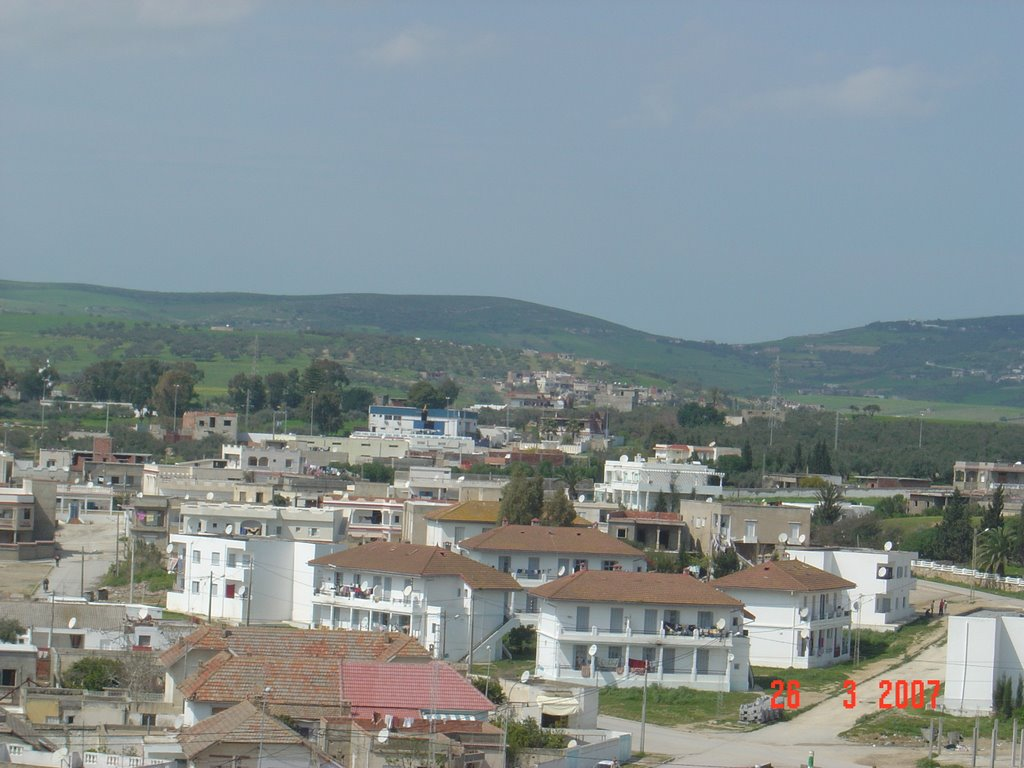
المصيدة

المصيدة إحدى ضواحي مدينة بنزرت بشمال شرقي الجمهورية التونسية، تقع على الطريق الجهوية رقم 51، غربي مدينة بنزرت وفي المصيدة أكبر قاعدة عسكرية بحرية بالجمهورية التونسية، وهي موطن الباحث محمّد بن مرزوق وهو فيلسوف ورجل أعمال وفقيه إسلامي.

### مواضيع ذات صلة
- بنزرت.
- ولاية بنزرت.

1. ↑  "المناطق الترابية (العمادات) حسب الولايات والمعتمديات". اطلع عليه بتاريخ 2024-11-30.